# Phytomyza virgaureae
Phytomyza virgaureae este o specie de muște din genul Phytomyza, familia Agromyzidae, descrisă de Erich Martin Hering în anul 1926. Conform Catalogue of Life specia Phytomyza virgaureae nu are subspecii cunoscute.